# Atticus Finch

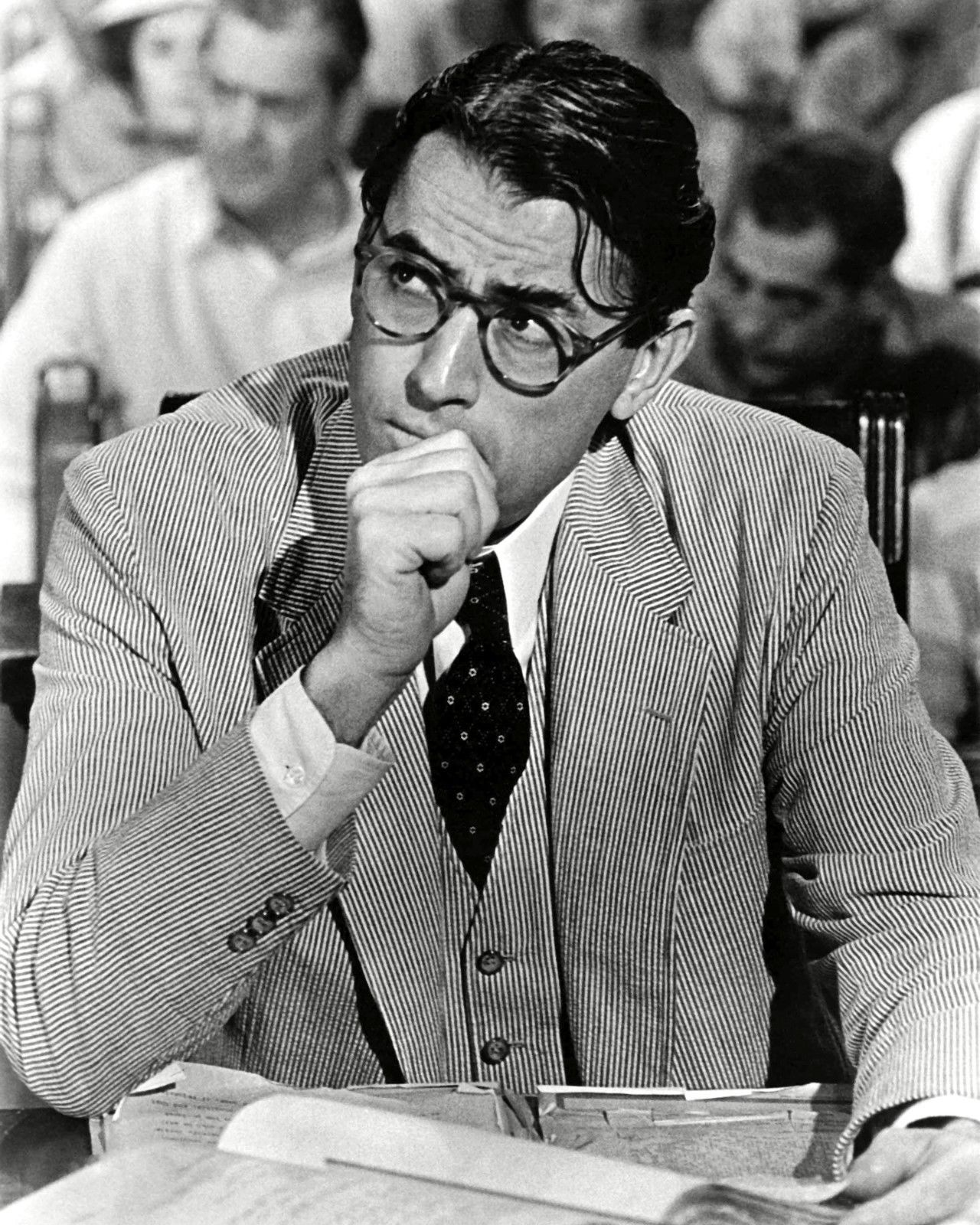
Gregory Peck i rollen som Atticus Finch i filmen Skuggor över Södern (To Kill a Mockingbird) från 1962.

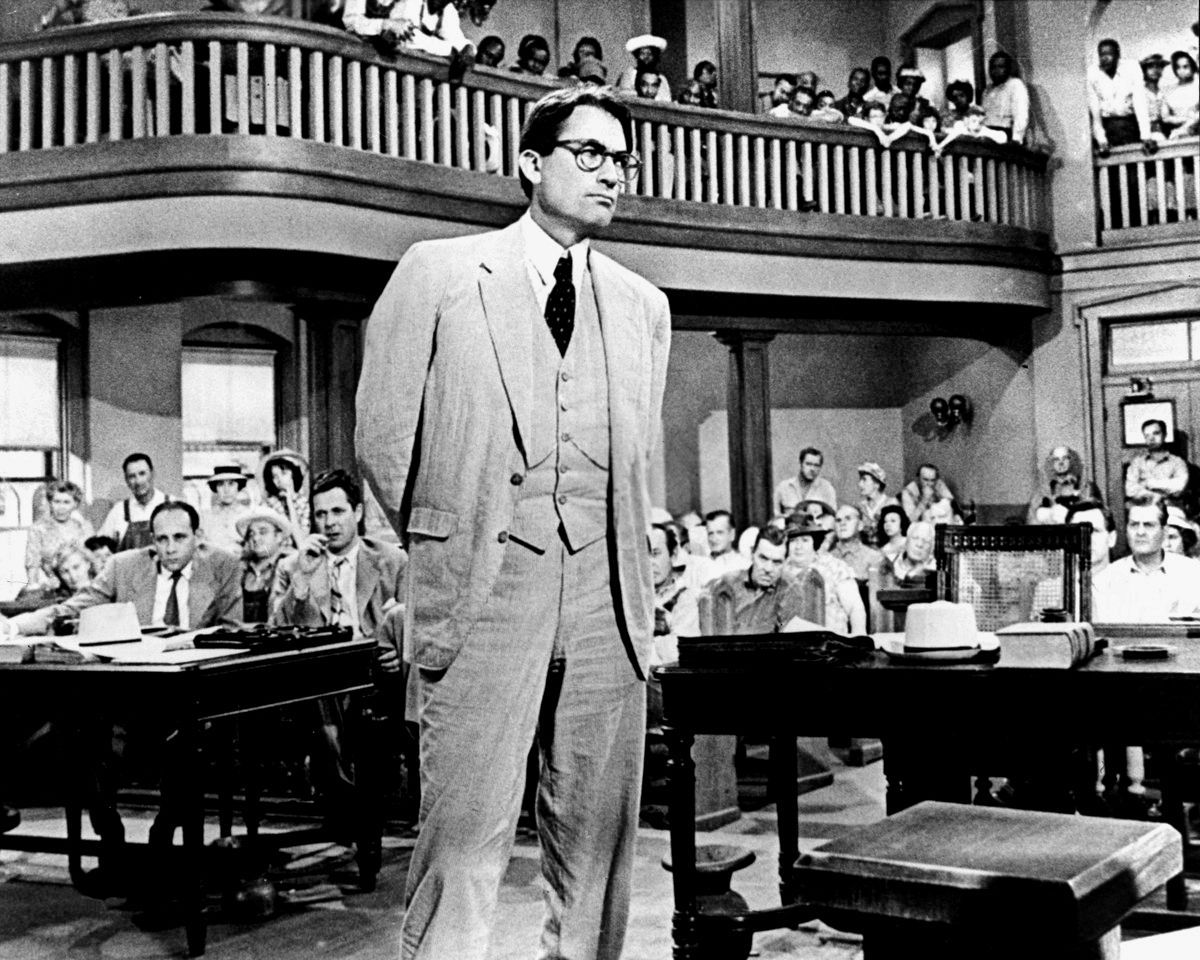
Atticus Finch (Gregory Peck) i rättssalen. Scen ur filmen Skuggor över Södern från 1962.

Atticus Finch är en fiktiv karaktär och huvudpersonen i Harper Lees Pulitzerprisbelönta roman från 1960, Dödssynden (To Kill a Mockingbird).
Han är advokat och bosatt i det fiktiva samhället Maycomb, Alabama, i södra USA. Han är far till Jeremy "Jem" Finch och Jean Louise "Scout" Finch. Han representerar den afroamerikanske mannen Tom Robinson i en rättegång där Robinson åtalas för våldtäkt av Mayella Ewell. Genom sitt orubbliga engagemang för att upprätthålla rättvisa och kämpa för det som är rätt, blir Atticus en ikonisk symbol för moralisk integritet och rättvisa. Lee baserade karaktären på sin egen far, Amasa Coleman Lee, en advokat från Alabama, som, liksom Atticus, representerade mörkhyade klienter i en uppmärksammad rättegång.
År 2003 utsåg American Film Institute Atticus Finch, porträtterad av Gregory Peck som Oscarbelönades för rollen, i filmatiseringen 1962 som den största hjälten i all amerikansk film. 2018 sattes romanen upp som pjäs på Broadway anpassad till scen av Aaron Sorkin. Finch porträtterades då av flera olika skådespelare: Jeff Daniels, Ed Harris, Greg Kinnear, Rhys Ifans och Richard Thomas.